# Tomorrow's Dream
"Tomorrow's Dream" es una canción de heavy metal de la banda británica Black Sabbath, perteneciente al álbum de estudio Black Sabbath Vol. 4, grabada en 1972. La canción fue lanzada como único sencillo del álbum, pero falló en ingresar en las listas de éxitos. El lado B del sencillo fue otra canción del álbum, "Laguna Sunrise", una depresiva pieza acústica instrumental.

## Versiones
- La banda Screaming Trees de Seattle, como lado B de su sencillo "Dollar Bill".